# Кабанов, Борис Николаевич
Бори́с Никола́евич Кабано́в (14 (28) мая 1903 — 12 августа 1988) — советский электрохимик, профессор, доктор химических наук, Заслуженный деятель науки и техники РСФСР, ближайший соратник академика А. Н. Фрумкина.

## Биография
Родился в Москве 14 (28) мая 1903 в семье Н. А. Кабанова, младший брат А. Н. Кабанова и О. Н. Казановой. В 1920-е гг. за принадлежность к партии эсеров был приговорён к ссылке, которую отбывал на Урале. Окончил Московский государственный университет в 1930 году. В годы учёбы он работал лаборантом на заводе, в химико-бактериологической лаборатории. После окончания университета в течение десяти лет работал научным сотрудником в Физико-химическом институте им. Карпова, С 1940 по 1958 г. был заведующим Лабораторией электродных процессов в составе Отдела электрохимии, руководимого А.Н. Фрумкиным в Институте физической химии Академии наук СССР, а в 1958 году вместе с лабораторией перешёл во вновь созданный академиком А.Н. Фрумкиным Институт электрохимии АН СССР, где возглавил Лабораторию электродных процессов в химических источниках тока, впоследствии названную Лабораторией электрохимии металлов и полупроводников. В 1950-х годах возглавлял Комиссию электрохимического приборостроения АН СССР. Входил в редколлегию журнала «Электрохимия».
Похоронен на Аксиньинском кладбище в Подмосковье.

## Научный вклад
Основными направлениями фундаментальной и прикладной электрохимии, в развитие которых Борис Николаевич внёс большой вклад, являются: строение границы электрод-раствор электролита на жидких и твёрдых электродах, кинетика электродных процессов, анодное растворение и пассивация металлов и связь этих процессов с адсорбцией, размерная обработка металлов, электродные процессы в химических источниках тока. Борис Николаевич создал новое направление электрохимии, в основу которого легло научное открытие «Явление выделения (внедрения) щелочных металлов на твёрдых катодах в водных средах с образованием твёрдых растворов и/или интерметаллических соединений с металлом катода» (№ 310 по Государственныому реестру открытий СССР). Исследования Бориса Николаевича помогали решению таких важных практических задач, как создание и усовершенствование химических источников тока (свинцовых и цинково-серебряных аккумуляторов), разработка методов размерной электрохимической обработки и др.
Среди многочисленных научных трудов Бориса Николаевича особое место занимает монография «Электрохимия металлов и адсорбция» (М., 1966), которая была переведена на английский.